# Ischnocampa achrosis
Ischnocampa achrosis är en fjärilsart som beskrevs av Paul Dognin 1912. Ischnocampa achrosis ingår i släktet Ischnocampa och familjen björnspinnare. Inga underarter finns listade i Catalogue of Life.